# Ґ'ялпо Пехар

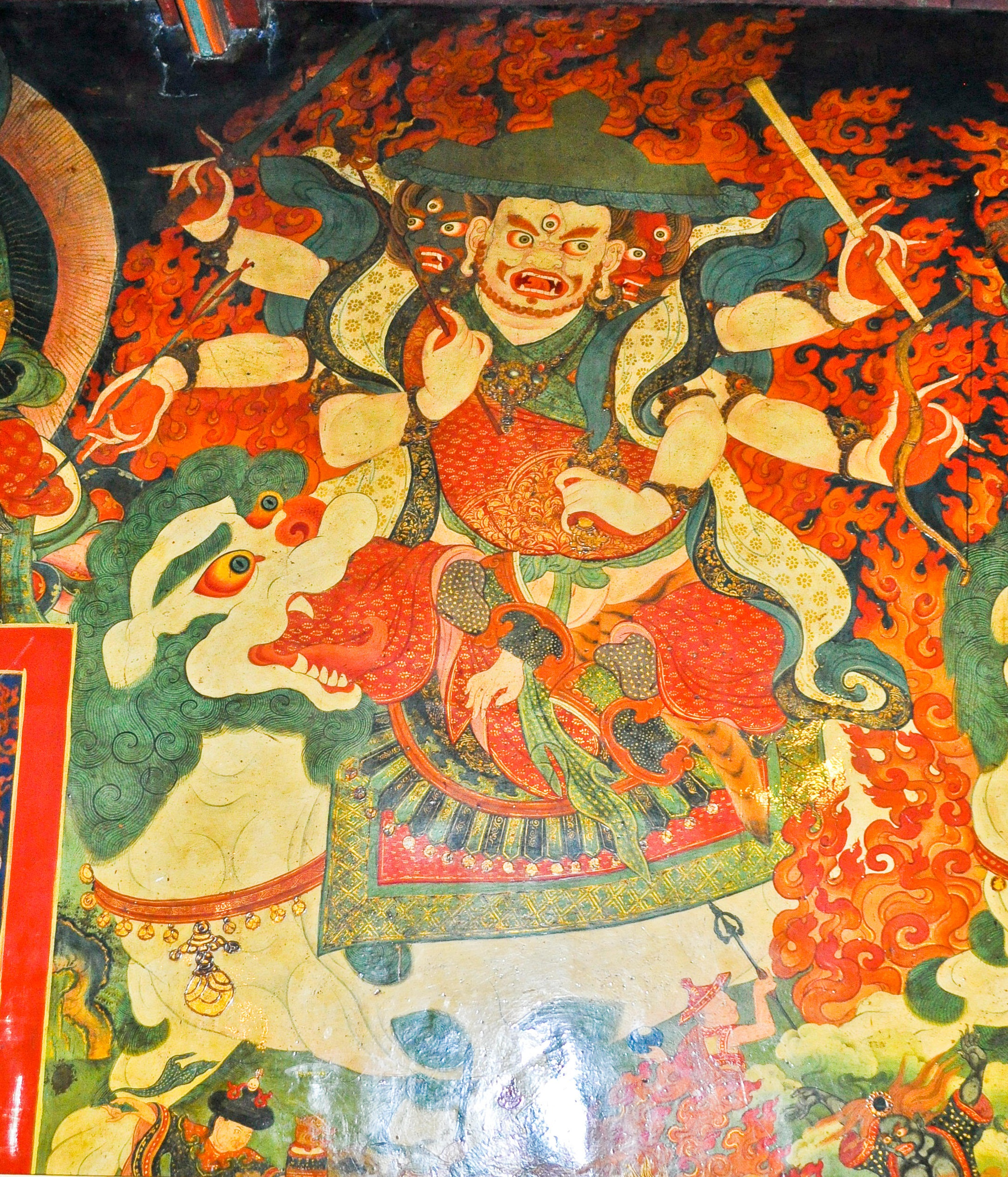
Розпис Пехара в актовій залі монастиря Нечунг.

Згідно з тибетським буддійським міфом, Ґ'ялпо Пехар (тиб. རྒྱལ་པོ་དཔེ་ཧར, Вайлі: rgyal po dpe har [pe kar & dpe dkar]) — це дух, що належить до класу ґ'ялпо(Gyalpo spirits). Коли Падмасамбгава прибув до Тибету у восьмому столітті, він підкорив усіх духів ґ'ялпо та віддав їх під контроль Ґ'ялпо Пехара, який пообіцяв не завдавати шкоди жодним живим істотам і був призначений головним духом-охоронцем Сам'є під час правління Трісонга Дойцена. Пехар є лідером групи з п'яти духів ґ'ялпо, а пізніше він стане божеством-захисником монастиря Нечунг у XVII столітті під егідою П'ятого Далай-лами.
Після падіння Західної Ся приплив тангутських біженців до Тибету призвів до прийняття Пехара в тибетський буддизм, зрештою до виконання важливої ролі державного оракула, Оракула Нечунг.